# Bonnac-la-Côte
Bonnac-la-Côte – miejscowość i gmina we Francji, w regionie Nowa Akwitania, w departamencie Haute-Vienne. W 2013 roku populacja ówczesnej gminy wynosiła 1684 mieszkańców. 